# Никитин, Николай Александрович (генерал-лейтенант)
Никола́й Алекса́ндрович Ники́тин (19 декабря 1900, село Михайловка, Воронежская губерния — 9 ноября 1984, Москва) — советский военный деятель, генерал-лейтенант (1945 год).

## Биография
Николай Александрович Никитин родился 19 декабря 1900 года в селе Михайловка (ныне — Бобровского района Воронежской области).

### Гражданская война
В мае 1919 года вступил в ряды РККА, после чего служил красноармейцем в запасном батальоне, а затем был направлен на учёбу на курсы красных инструкторов при запасном батальоне Южного фронта, после окончания которых с февраля 1920 года служил красноармейцем 46-го тяжелого артиллерийского дивизиона (46-я стрелковая дивизия), в составе которого принимал участие в ходе боевых действий против войск под командованием П. Н. Врангель в районе Перекопского перешейка и Чонгарского полуострова, а затем в ликвидации десанта противника в районе Мелитополя, в оборонительных и наступательных боевых действиях в низовьях Днепра, Перекопско-Чонгарской операции и ликвидации бандитизма в Крыму.

### Межвоенное время
После окончания боевых действий Никитин в августе 1921 года был направлен на учёбу на 1-е Воронежские командные курсы связи, по окончании которых в 1922 году был направлен в 4-ю Курскую пехотную школу, после окончания которой с сентября 1924 года служил в составе 11-го Туркестанского стрелкового полка (Туркестанский фронт) на должностях командира взвода, роты, исполняющего должность командира батальона, в декабре 1925 года был вновь назначен на должность командира взвода, а вскоре служил на должностях помощника начальника полковой школы и командира роты. В 1925 году принимал участие в боевых действиях против басмачества.
С ноября 1926 года служил в 8-м отдельном местном стрелковом батальоне (Среднеазиатский военный округ) на должностях командира роты, начальника школы младшего комсостава и адъютанта полка. В декабре 1930 года был назначен на должность командира роты 14-го горнострелкового полка, в декабре 1931 года — на должность помощника начальника штаба 6-го стрелкового полка 3-й стрелковой дивизии.
С октября 1937 года временно исполнял должность командира 186-го стрелкового полка (Киевский военный округ), с мая 1938 года был назначен на должность начальник штаба и временно исполнял должность командира 123-го стрелкового полка, в августе 1939 года был назначен на должность начальника 1-го отделения штаба 187-й стрелковой дивизии, в апреле 1940 года — на должность начальника 1-го отделения 130-й стрелковой дивизии, а в январе 1941 года — на должность начальника оперативного отдела штаба 27-го стрелкового корпуса.

### Великая Отечественная война
С началом войны Никитин находился на той же должности. 27-й стрелковый корпус принимал участие в ходе приграничных сражений на Юго-Западном фронте, а затем в Киевской оборонительной операции. С 24 сентября Никитин находился в окружении в районе Борисполя, из которого вместе с группой офицеров вышел 25 октября, сохранив при этом оружие, документы и форму.
В ноябре 1941 года Никитин был назначен на должность начальника отдела боевой подготовки штаба 40-й армии, а в феврале 1942 года — на должность командира 153-й стрелковой дивизии (63-я армия), которая отличилась в ходе оборонительных боевых действий на подступах к Сталинграду. За успешное выполнение боевых задач дивизия под командованием Никитина была награждена орденом Красного Знамени.
В ноябре 1942 года Никитин был направлен на учёбу на ускоренный курс при Высшей военной академии имени К. Е. Ворошилова, после окончания которого в июне 1943 года был назначен на должность начальника штаба 35-го стрелкового корпуса, который успешно участвовал во время Курской битвы и битвы за Днепр. В сентябре корпус был выведен в резерв Ставки Верховного Главнокомандования.
В июне 1944 года Никитин был назначен на должность командира 348-й стрелковой дивизии, которая принимала участие в ходе Бобруйской, Минской и Белостокской наступательных операций, а также при освобождении городов Бобруйск, Новогрудок, Волковыск и Ломжа.
В сентябре 1944 года был назначен на должность командира 120-й гвардейской стрелковой дивизии, которая в том же месяце освободила город Остроленка.
В декабре 1944 года был назначен на должность командира 35-го стрелкового корпуса, который в мае 1945 года в ходе Берлинской наступательной операции форсировал реку Одер, выйдя к реке Эльба северо-восточнее Магдебурга. За образцовое выполнение заданий командования и проявленные при этом мужество и героизм генерал-лейтенант Николай Александрович Никитин был награждён орденами Кутузова 1 и 2 степеней.
5 февраля 1945 года, за активное содействие в овладели городом Алленштайн — важным узлом железных и шоссейных дорог сильно укрепленным опорным пунктом немцев, прикрывающим с юга центральные районы Восточной Пруссии, командующим войсками 3-й армии генерал-полковником А. В. Горбатовым, Никитин был представлен к званию Героя Советского Союза, однако командующий войсками 2-го Белорусского фронта Маршал Советского Союза К. К. Рокоссовский понизил награду до ордена Ленина.
После окончания войны Никитин был направлен на Дальний Восток в распоряжение Военного совета Приморской группы войск и в августе 1945 года был назначен на должность командира 17-го стрелкового корпуса, который в составе 25-й армии (1-й Дальневосточный фронт) во время советско-японской войны принимал участие в ходе Харбино-Гиринской наступательной операции, а также при освобождении городов и портов Ванцин, Тумынь, Яньцзи, Чхонджин и Нанам.

### Послевоенная карьера
После окончания войны генерал-лейтенант Николай Александрович Никитин продолжил командовать 17-м стрелковым корпусом, а в июле 1946 года был назначен на должность командира 45-го стрелкового корпуса в составе Приморского военного округа.
В марте 1947 года Никитин был направлен на учёбу на высшие академические курсы при Высшей военной академии имени К. Е. Ворошилова, которые окончил с отличием в апреле 1948 года и в июне того же года был назначен на должность командира 79-го стрелкового корпуса, в марте 1951 года — на должность помощника командующего 8-й гвардейской армией, в августе 1952 года — на должность заместителя начальника Главного управления боевой и физической подготовки Сухопутных войск, в июне 1956 года — на должность начальника Управления боевой подготовки общевойсковых соединений Главного управления боевой подготовки Сухопутных войск, а в апреле 1957 года — на должность старшего военного советника командующего войсками военного округа Румынской армии.
Генерал-лейтенант Николай Александрович Никитин в июле 1959 года вышел в запас. Умер 9 ноября 1984 года в Москве.

## Награды
- Два ордена Ленина (21.02.1945[3], 10.04.1945[4]);
- Четыре ордена Красного Знамени (27.03.1942[5], 30.09.1944[6], 03.11.1944, 1949[3]);
- Два ордена Кутузова 1 степени (29.05.1945[7], 08.09.1945);
- Орден Суворова 2 степени (19.04.1945)[8];
- Орден ордена Кутузова 2 степени (23.07.1944[9]);
- Два ордена Отечественной войны 1 степени (17.08.1943[10], 09.09.1944[11]);
- Орден Трудового Красного Знамени Таджикской ССР[12].;
- Медали, в том числе:
  - XX лет РККА (1938)[12];
- Иностранные награды[13].